# Louis Postif
Louis Postif, né le 20 janvier 1887 à Gouhelans et mort le 21 janvier 1942 à Thiers, est un traducteur français.

## Biographie
Louis Postif exerce les métiers de liftier et de sténo, puis apprend l'anglais en décrochant une bourse pour aller en Grande-Bretagne. Il apprend l'espagnol tout seul, puis l'allemand et le russe dans un camp de prisonniers en 1914. C'est là, un jour de cafard, qu'il découvre Croc-Blanc, puis le propose à Pierre Mac Orlan après la guerre. 

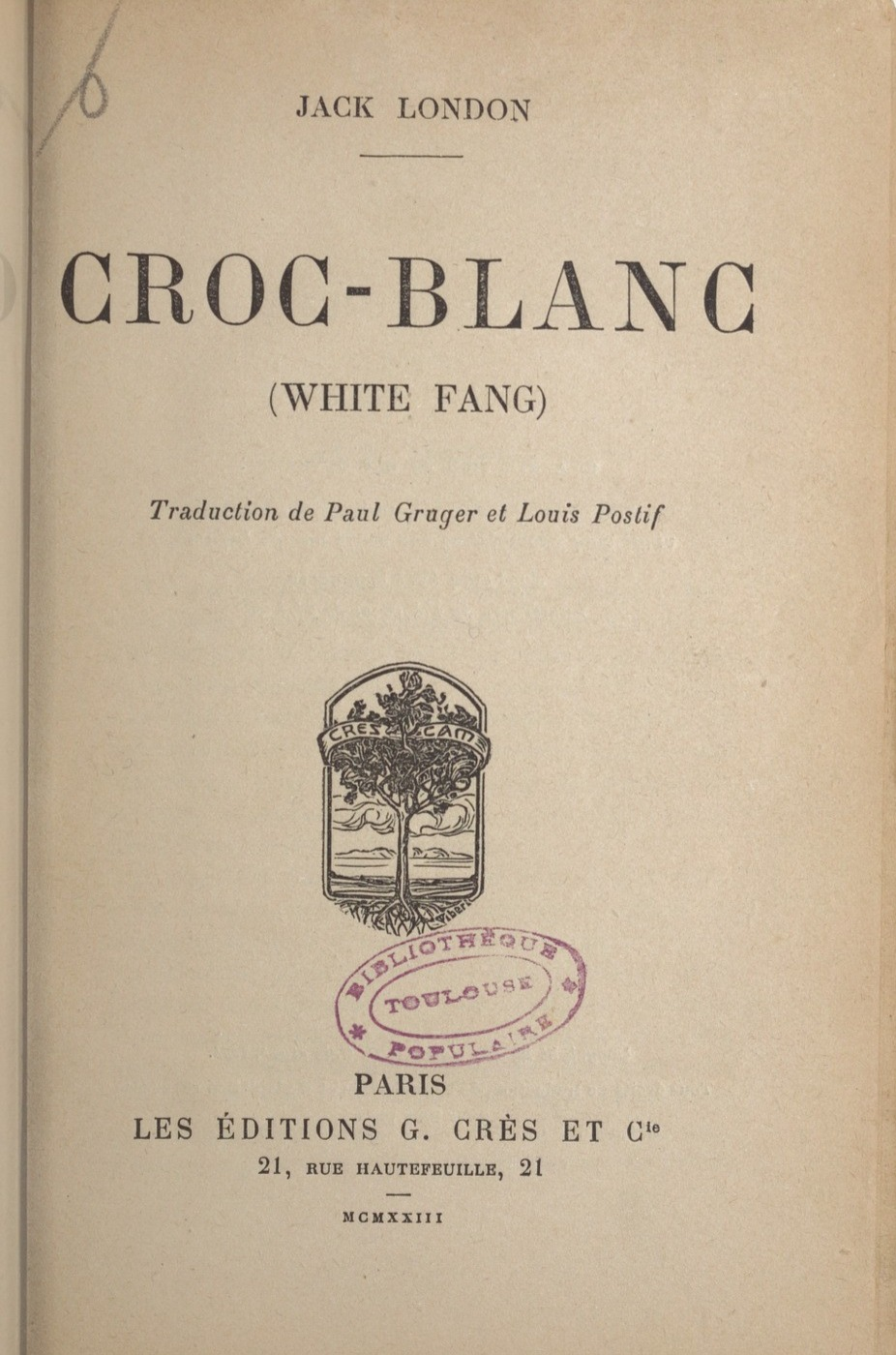
Croc-Blanc de Jack London, traduit en français par Louis Postif et Paul Gruyer aux éditions G. Crès et cie en 1923

Il est dans les années 1930 et 1940 le principal traducteur d'Agatha Christie en français. Il traduit entre autres Dix Petits Nègres, Le Crime de l'Orient-Express, Mort sur le Nil, A.B.C. contre Poirot, Rendez-vous avec la mort, Témoin muet, Le Couteau sur la nuque. Dans les années 1990, la collection Le Masque a toutefois fait entièrement retraduire les romans d'Agatha Christie.
Il est le traducteur des principaux récits de Jack London : Le Loup des mers, Le Talon de fer et Croc-Blanc, et le premier traducteur de Claude Houghton.
Il traduit également pour la célèbre collection de jeunesse « la Bibliothèque verte » et la collection « À travers l'univers ».

## Sources
- Jean-Louis Postif, « Louis Postif, traducteur de Jack London » dans Jack London (trad. de l'anglais), Romans maritimes et exotiques, Paris, Robert Laffont, coll. « Bouquins », 1985, 1211 p. (ISBN 2-221-04590-4).